# New Orleans Brass
Die New Orleans Brass waren ein US-amerikanisches Eishockeyfranchise aus New Orleans, Louisiana, das von 1997 bis 2002 in der East Coast Hockey League spielte. Ihre Heimspiele trugen die Brass von 1997 bis 1999 im Municipal Auditorium und von 1999 bis 2002 in der New Orleans Arena aus.

## Geschichte
Das Franchise wurde im Jahr 1997 gegründet und nahm seinen Spielbetrieb in der East Coast Hockey League auf. Cheftrainer wurde Ted Sator, der zuvor die beiden National-Hockey-League-Teams New York Rangers und Buffalo Sabres als Headcoach geführt hatte. In ihrer ersten Saison qualifizierten sich die Brass für die Play-offs. In der ersten Runde unterlag die Mannschaft in vier Spielen gegen die Pensacola Ice Pilots und schied aus dem Wettbewerb aus.
In der folgenden Spielzeit gelang erneut der Einzug in die Endrunde. In den ersten beiden Runden setzte sich das Team gegen die Jacksonville Lizard Kings und Louisiana IceGators durch, bevor in den Halbfinals der Southern Conference in vier Partien gegen Pee Dee Pride das Ausscheiden folgte. Dies stellte dennoch den größten Erfolg des Franchise dar.
Auch nach dem Umzug zur Saison 1999/2000 in die neue Spielstätte, der New Orleans Arena, wurden die Play-offs erreicht. In diesen scheiterte die Mannschaft jeweils frühzeitig und kam nicht über die zweite Runde hinaus. Im Jahr 2002 wurde das Franchise schließlich aufgelöst.

## Farmteams
Die New Orleans Brass unterhielten mehrere Kooperationen mit Teams aus der NHL. In der Saison 1998/99 zählten sie zu den Farmteams der Edmonton Oilers und in der Spielzeit 2000/01 der Nashville Predators und den San Jose Sharks.

## Team-Rekorde

### Karriererekorde
Spiele: 297  Steve Cheredaryk
Tore: 112  Jeff Lazaro
Assists: 195  Jeff Lazaro
Punkte: 307  Jeff Lazaro
Strafminuten: 978  Steve Cheredaryk

## Ehemalige Spieler
- Martin Bartek
- Gordie Dwyer
- Martin Hohenberger
- Alexei Wolkow